# ムンゴマン

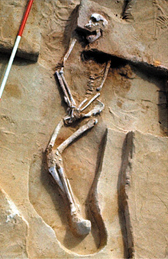
マンゴマン（Mungo Man）

ムンゴマンまたはマンゴマン（Mungo Man, Lake Mungo 3）は、約4万年前（更新世）に生きた人類の化石。オーストラリアニューサウスウェールズ州のムンゴ湖畔で、1974年に発見された。生きた年代については議論が残るが、現在のところオーストラリアで発見された最古の現生人類の化石とされる。近年のミトコンドリアDNAを用いた分析の進歩により、人類進化のアフリカ単一起源説に対する新たな情報を提供しうる発見として注目された。
1974年2月26日、ウィランドラ湖群地域（世界複合遺産）の一部であり、マンゴ国立公園に属する乾燥湖マンゴ湖畔地域の砂丘の移動によって露出された事により発見された。
発見された時、その表面には顔料の一種でもある赤オーカー（鉄分を含み、赤く黄ばんだ粘土）が振りかけられた様に存在していた。これは人類の最初期の洗練され装飾的な埋葬の儀式を物語ると考えられている。この発見はこれまで考えられていたより遥かに前から、ある種の文化的伝統がオーストラリア大陸に存在したことを示し、特にこの地に先住してきたと考えられ、そのルーツとの関連で注目されるアボリジナル・オーストラリア人において意味があったとされる。儀式的に葬られた遺骸としては世界最古の例である。また近くで発見された、人類最古の火葬をされたとされる「マンゴレディ」はマンゴマンとほとんど同時代の人類と考えられている。
発見者のメルボルン大学教授は、マンゴマンは42,000年前に埋葬されたとみている。
マンゴマンが発見された1970年代当時は、アボリジニの権利運動が盛んとなっていた時期である。アボリジニは権利運動のスローガンとして「私たちはここに4万年以上いる」と叫んだ。